# Terza guerra messenica
La terza guerra messenica fu una rivolta dei Messeni contro Sparta, che iniziò nel 464 a.C., dopo un tremendo terremoto che sconvolse la regione, e terminò alcuni anni dopo (le date sono incerte) con la loro sconfitta e il loro trasferimento a Naupatto da parte degli Ateniesi.

## Premesse

### Il piano di Pausania
Il primo tentativo di rivolta degli Iloti è riportato da Tucidide, che ci racconta come il generale Pausania fu accusato (470 a.C. circa) di preparare un colpo di Stato con l'aiuto degli Iloti, ai quali aveva promesso la cittadinanza. Secondo alcuni storici moderni probabilmente fu proprio la non credibilità della promessa a far sì che venisse scoperto il tentativo di congiura, per il quale tra l'altro il generale fu assolto.

### Il massacro di capo Tenaro
Il massacro di capo Tenaro ci è stato anch'esso tramandato da Tucidide Lo storico ateniese ci riporta brevemente, senza fornirci indicazioni sulla datazione dell'episodio, che gli spartani trucidarono alcuni Iloti che si erano rifugiati come supplici nel tempio di Poseidone a capo Tenaro. Nessuna testimonianza antica però ci indica che questo episodio sia stato causato da una rivolta, ma più probabilmente fu un tentativo di fuga. In ogni caso Tucidide riporta che gli spartani videro il terremoto del 464 a.C. come una punizione divina per quel massacro.

## Svolgimento

### Il terremoto
Nella primavera del 464 a.C., subito dopo il tremendo terremoto che sconvolse la Laconia, gli Iloti, sottomessi agli Spartiati da quasi due secoli, presero le armi per tentare di riconquistare la loro libertà.
Dopo qualche vittoria iniziale, la più importante delle quali fu quella di Istmo, gli Iloti furono costretti a ritirarsi sul monte Itome, opportunamente fortificato, e cominciarono una lunga resistenza.

### L'aiuto ateniese
Sparta, ancora provata dal terremoto, nella primavera del 462 a.C. chiese aiuto all'allora alleata Atene, che mandò un contingente di 4000 opliti in suo aiuto.
Sparta però, forse per timore della potenza ateniese, rimandò indietro le truppe ateniesi (sospettate anche di aver aiutato i ribelli), umiliando gli Ateniesi; perciò Cimone, l'aristocratico figlio di Milziade che aveva sostenuto l'alleanza con Sparta e l'invio delle truppe, fu ostracizzato (461 a.C.).

### La conclusione

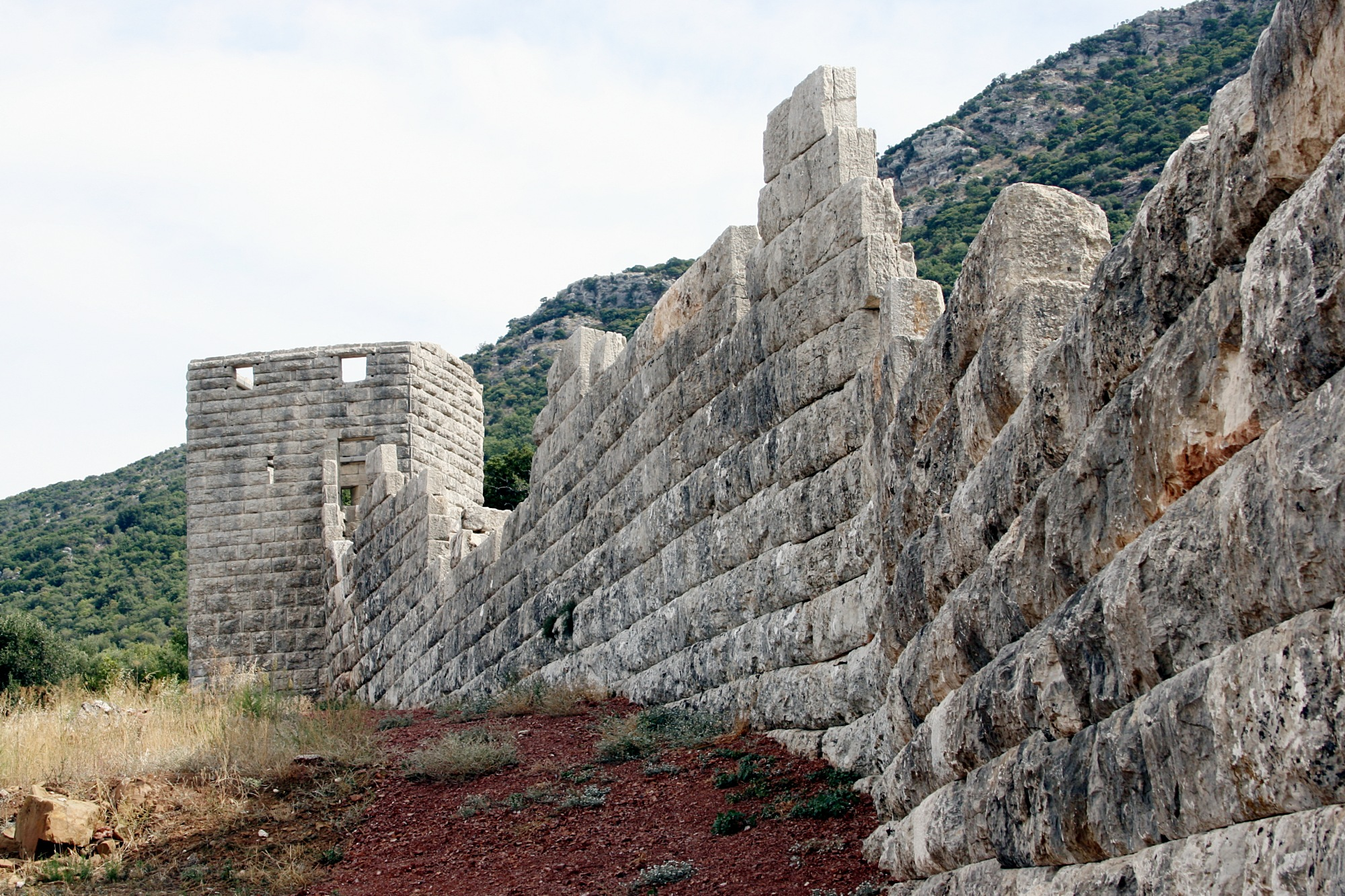
Le fortificazioni ribelli.

Dopo ciò, nel 461 a.C. o negli anni successivi, gli Spartani riuscirono ad espugnare Itome; gli Iloti ribelli, però, ottennero la protezione degli Ateniesi, che permisero loro di colonizzare Naupatto, l'odierna Lepanto.
Gli Spartani permisero agli Iloti di lasciarli vivi e liberi nella rocca solo a patto che nessuno di loro avesse rimesso piede nel territorio spartano, altrimenti sarebbe ritornato schiavo.

## Il problema delle date

### Premessa
Visto che nessuno stato greco usava un calendario veramente accurato, è difficile stabilire date certe per ogni evento che abbia avuto luogo nella Pentecontaetia.
Nei calendari del V secolo a.C. gli anni erano di 354 giorni, essendo basati sulle fasi lunari; il problema stava nel fatto che essi richiedevano delle aggiunte periodiche di trenta giorni, che però avvenivano in momenti diversi nei vari stati.
Se, dunque, l'utilizzo di questi calendari era pericoloso per gli storici dell'epoca, era rischioso anche il basarsi sugli anni degli arconti di Atene (come fecero Pausania il Periegeta, Diodoro Siculo e Plutarco), visto che gli anni degli arconti spesso differivano l'uno dall'altro di vari giorni, a volte anche trenta.
Altri errori derivavano dai tentativi di conversione tra gli anni degli arconti di Atene, quelli degli efori spartani e quelli dei consoli romani.
Altro fattore di confusione, ad Atene, era l'esistenza di due calendari, quello della bulé (simile al moderno anno solare, ma diviso in soli dieci mesi, detti pritanie) e quello civile (cioè quello lunare, di 354 giorni, sopra nominato).
Tucidide, tentando di superare il problema degli anni degli arconti, decise di usare un calendario di dodici mesi, quattro invernali e otto estivi, ottimo per documentare le campagne militari; raramente, però, Tucidide tramanda l'anno e il mese in cui avvennero i singoli eventi.
Il risultato di tutto ciò è che non bisogna mai fidarsi troppo delle date indicate dagli storici di questo periodo, visto che esse sono sottoposte a tutti questi possibili errori.

### Gli storici antichi

#### Pausania il Periegeta
Pausania riferisce che la guerra iniziò subito dopo il terremoto, che data grazie agli arconti (Archimede) e alle olimpiadi (69a); l'anno da lui indicato è comunemente calcolato come il 464 a.C.
In compenso, però, non riferisce niente della fine della guerra.

#### Tucidide
Tucidide conferma anche lui che la rivolta scoppiò dopo il sisma, confermando la datazione di quest'ultimo (464 a.C.); riferisce poi che gli abitanti di Taso capitolarono dopo tre anni (462 a.C. circa), mentre gli Iloti si arresero al decimo anno, cioè nel 456-455 a.C.
Questa data è però impossibile, visto che nel 457 a.C. gli Spartani erano impegnati nella battaglia di Tanagra, e non avrebbero lasciato sguarnito il fronte interno per affrontare gli Ateniesi fuori dal Peloponneso. Inoltre, Tucidide stesso indica che la Terza guerra messenica finì prima dell'alleanza di Atene con Megara e della spedizione ateniese in Egitto, ed entrambi questi fatti datano 460-459 a.C. Di conseguenza, risulta che il testo di Tucidide è errato, o nella data di inizio o nella durata.
Risulta assai probabile che il manoscritto originale sia stato corrotto nella durata, visto che questa è riportata identica da Diodoro Siculo; nonostante ciò, è evidente che la Terza guerra messenica è finita tra il 460 e il 459 a.C. Si ipotizza che a passare l'errore possa essere stato lo storico Eforo di Cuma, vissuto appunto tra Tucidide e Diodoro; un'altra tesi, più probabile, afferma che l'errore riguardante la durata decennale provenisse dallo storico Ellanico di Lesbo, dal quale attinsero sia Tucidide sia Eforo.
Probabilmente Tucidide, pur trasmettendo l'errore di Ellanico, cercò di "mascherarlo" facendo capire che, a rigor di logica, la guerra sarebbe dovuta durare meno di dieci anni, finendo appunto nel 460-459 a.C.

#### Diodoro Siculo
Diodoro Siculo afferma che la guerra iniziò nel 469 a.C. e finì il decimo anno. Mentre la data di inizio, secondo gli storici moderni, è certamente errata, quella di fine (460-459 a.C.) è probabilmente corretta.

#### Plutarco
Plutarco sembra affermare che la guerra iniziò nel 464 a.C., ma non se ne può essere del tutto certi: lui afferma che iniziò durante il quarto anno di regno di Archidamo, figlio di Zeussidamo, che morì nel 427-426 a.C. e che, secondo lui, regnò 42 anni; ciò significherebbe che ascese al trono nel 469 a.C. e che la guerra, quindi, iniziò nel 464 a.C., come riferito da Tucidide.
Anche se attualmente gli storici non si pongono questo problema, vale però la pena di ricordare che, secondo Diodoro, Archidamo salì al trono nel 476 a.C., il che farebbe variare la data di inizio della guerra al 472 a.C.; l'errore di sette anni di Diodoro è dovuto al fatto che il predecessore di Archidamo, Leotichida, era stato esiliato nel 476 a.C., vivendo poi fino al 469 a.C.; questi anni di regno, comunemente attribuiti a Leotichida, vengono attribuiti ad Archidamo da Diodoro.

### Conclusioni
Inizio della guerra
- Pausania: 464
- Tucidide: 464
- Diodoro: 469
- Plutarco: 464 o 472 (vedi Diodoro)

Fine della guerra
- Pausania: ?
- Tucidide: 454 o 460-459 (a rigor di logica)
- Diodoro: 460
- Plutarco: ?

In definitiva, è molto probabile che la terza guerra messenica sia finita qualche anno prima del 457, ma sicuramente dopo il 461, anno dell'ostracismo di Cimone, e quindi tra il 461 a.C. e il 458 a.C., anche se una datazione certa, alla stato attuale, non è possibile; la data di inizio, invece, fu quasi certamente il 464 a.C.
Ecco quindi la cronologia più comune:
- 465: Alleanza con Taso.
- 464: Terremoto e inizio della guerra; inutile assalto degli Iloti a Sparta; gli Iloti fuggono sul monte Itome; battaglia di Istmo.
- 463: Caduta di Taso; gli Iloti si barricano sull'Itome.
- 462: Spedizione di Cimone; Atene si allea con Argivi e Tessali; Atene rompe con Sparta.
- 461: Cimone viene ostracizzato.
- 460: Caduta di Itome; i Messeni sono evacuati ad Atene.
- 459: I Messeni si insediano a Naupatto; Atene si allea con Megara.

## Nella cultura di massa
Proprio nel primo periodo della guerra è ambientata la seconda parte del romanzo Lo Scudo di Talos dello scrittore Valerio Massimo Manfredi.